# Michael Archangelo Tanzi
Michael Archangelo Tanzi, född 1763 troligen i Carrara, Italien, död 2 januari 1795 i Stockholm, var en italiensk-svensk skulptör och tecknare.
Tanzi kom till Sverige omkring 1780 och var både elev och biträde till Johan Tobias Sergel. Han kom att bli en av Sergels viktigaste assistenter och bodde 1780–1790 i ett hus i kvarteret Gropen som tillhörde Sergel därefter bodde han fram till sin död i Sergels boställsvåning. Tanzi deltog i Konstakademiens utställningar 1781–1787 där han tilldelades flera medaljer och jetonger för sina teckningar och modelleringar efter naturen.        